# Bakkatjörn
Der Bakkatjörn ist ein kleiner See auf der Halbinsel Seltjarnarnes in der Hauptstadtregion von Island.
Er hat sich aus einer Bucht oder Lagune gebildet und steht seit dem Jahr 2000 unter Naturschutz.